# Minh Quang (Hanoi)
Minh Quang is een xã in het zuidwesten van het district Ba Vì, een van de districten in de Vietnamese hoofdstad met provincierechten Hanoi. Minh Quang heeft ruim 13.800 inwoners op een oppervlakte van 27,88 km².

## Geografie en topografie
Minh Quang ligt op de oostelijke oever van de rivier Đà, die stroomt vanaf het Hòa Bìnhmeer in Hòa Bình naar het noorden om ter hoogte van Phong Vân in de Rode Rivier te stromen.
Aangrenzende xã's zijn Thuần Mỹ, Ba Trại, Ba Vì, Khánh Thượng, Yến Mao, Phượng Mao, Trung Nghĩa en Đồng Luận. In het westen grenst Minh Quang aan huyện Thanh Thủy in de provincie Phú Thọ.

## Verkeer en vervoer
Belangrijke verkeersaders zijn een tỉnh lộ, te weten tỉnh lộ 414 en tỉnh lộ 415. De 414 verbindt Minh Quang met phường Sơn Lộc in thị xã Sơn Tây. De 415 sluit in Minh Quang aan op de 414 en verbindt Minh Quang met Khánh Thượng.